# Daxinggou (köpinghuvudort i Kina, Jilin Sheng, lat 43,41, long 129,66)
Daxinggou är en köpinghuvudort i Kina. Den ligger i provinsen Jilin, i den nordöstra delen av landet, omkring 360 kilometer öster om provinshuvudstaden Changchun. Antalet invånare är 25 755. Befolkningen består av 12 393 kvinnor och 13 362 män. Barn under 15 år utgör 8,0 %, vuxna 15-64 år 81 %, och äldre över 65 år 10,0 %.
Runt Daxinggou är det ganska glesbefolkat, med 28 invånare per kvadratkilometer. Närmaste större samhälle är Wangqing, 12,6 km sydost om Daxinggou. Omgivningarna runt Daxinggou är en mosaik av jordbruksmark och naturlig växtlighet.
Genomsnittlig årsnederbörd är 928 millimeter. Den regnigaste månaden är juli, med i genomsnitt 198 mm nederbörd, och den torraste är januari, med 6 mm nederbörd.